# Крушево (Нови Пазар)
Крушево је насељено место града Новог Пазара у Рашком округу. Према попису из 2022. било је 401 становника. Село се помиње у турском попису 1455. године као део села које припада вилајету Јелечу, а представља посед Иса-бега Исхаковића са 17 кућа. Читав крај је богат природним ресурсима. Село је пространа планинска територија на којој се оптимално смењују благи и оштри успони, речни усеци и долине, висоравни, велики комплекси шума, простране ливаде, воћњаци и пашњаци. У Крушеву је 1965. године саграђена прва џамија на територији Новог Пазара после Другог светског рата.

## Демографија
| Година       | 1948 | 1953 | 1961 | 1971 | 1981 | 1991 | 2002 | 2011 |
| ------------ | ---- | ---- | ---- | ---- | ---- | ---- | ---- | ---- |
| Становништво | 762  | 895  | 905  | 756  | 701  | 668  | 486  | 425  |

| Етнички састав према попису из 2002.‍ | Етнички састав према попису из 2002.‍ | Етнички састав према попису из 2002.‍ | Етнички састав према попису из 2002.‍ | Етнички састав према попису из 2002.‍ |
| ------------------------------------ | ------------------------------------ | ------------------------------------ | ------------------------------------ | ------------------------------------ |
|                                      |                                      |                                      |                                      |                                      |
| Бошњаци                              | Бошњаци                              |                                      | 486                                  | 100,0%                               |
| непознато                            | непознато                            |                                      | 0                                    | 0,0%                                 |

| Година пописа     | 1948. | 1953. | 1961. | 1971. | 1981. | 1991. | 2002. |
| ----------------- | ----- | ----- | ----- | ----- | ----- | ----- | ----- |
| Број домаћинстава | 131   | 138   | 142   | 118   | 119   | 112   | 89    |

| Број чланова      | 1 | 2 | 3 | 4  | 5  | 6  | 7  | 8 | 9 | 10 и више | Просек |
| ----------------- | - | - | - | -- | -- | -- | -- | - | - | --------- | ------ |
| Број домаћинстава | 2 | 8 | 7 | 15 | 11 | 18 | 17 | 3 | 2 | 6         | 5,46   |

| Пол    | Укупно | Неожењен/Неудата | Ожењен/Удата | Удовац/Удовица | Разведен/Разведена | Непознато |
| ------ | ------ | ---------------- | ------------ | -------------- | ------------------ | --------- |
| Мушки  | 165    | 47               | 112          | 6              | 0                  | 0         |
| Женски | 175    | 51               | 115          | 8              | 1                  | 0         |
| УКУПНО | 340    | 98               | 227          | 14             | 1                  | 0         |

| Пол    | Укупно                    | Пољопривреда, лов и шумарство | Рибарство                            | Вађење руде и камена | Прерађивачка индустрија       |
| ------ | ------------------------- | ----------------------------- | ------------------------------------ | -------------------- | ----------------------------- |
| Мушки  | 107                       | 84                            | 0                                    | 0                    | 5                             |
| Женски | 86                        | 74                            | 0                                    | 0                    | 1                             |
| УКУПНО | 193                       | 158                           | 0                                    | 0                    | 6                             |
| Пол    | Производња и снабдевање   | Грађевинарство                | Трговина                             | Хотели и ресторани   | Саобраћај, складиштење и везе |
| Мушки  | 0                         | 3                             | 3                                    | 0                    | 5                             |
| Женски | 0                         | 0                             | 2                                    | 0                    | 0                             |
| УКУПНО | 0                         | 3                             | 5                                    | 0                    | 5                             |
| Пол    | Финансијско посредовање   | Некретнине                    | Државна управа и одбрана             | Образовање           | Здравствени и социјални рад   |
| Мушки  | 0                         | 0                             | 0                                    | 1                    | 1                             |
| Женски | 0                         | 0                             | 0                                    | 0                    | 0                             |
| УКУПНО | 0                         | 0                             | 0                                    | 1                    | 1                             |
| Пол    | Остале услужне активности | Приватна домаћинства          | Екстериторијалне организације и тела | Непознато            | Непознато                     |
| Мушки  | 2                         | 0                             | 0                                    | 3                    | 3                             |
| Женски | 0                         | 0                             | 0                                    | 9                    | 9                             |
| УКУПНО | 2                         | 0                             | 0                                    | 12                   | 12                            |